# Сона (музыкальный инструмент)
Сона (кит. трад. 嗩吶, упр. 唢呐, пиньинь suǒnà), также лаба (кит. упр. 喇叭, пиньинь lǎbā) или заморская флейта (кит. упр. 海笛, пиньинь hǎidí) — китайский язычковый музыкальный инструмент. Ближайшим родственником соны является европейский шалмей.
Обладает громким и пронзительным звуком. Наиболее популярна сона в северном Китае, особенно в провинциях Шаньдун и Хэнань, где она с давних пор использовалась на празднествах и в армии. Сона до сих пор используется в свадебных и похоронных церемониях. Входит в состав традиционного китайского оркестра, используется отдельными поп- и рок-музыкантами — в частности, в широко известной песне «Мужчина должен быть сильным» (кит. 男兒當自強; 1991), и в знаменитой песне Цуй Цзяня «Ничего нет» (кит. 一无所有; 1986), считающейся одним из главных хитов китайского рока, и в большинстве песен группы Second Hand Rose, где на соне играет постоянный участник группы У Цзэкунь.
За пределами Китая особенно популярна на Кубе, куда была завезена китайскими иммигрантами.

## История
Скорее всего, сона произошла от среднеазиатского варианта зурны. Упоминания о соне в литературе Китая не встречаются до династии Мин, но к тому времени сона уже была распространена на севере Китая.